# پرندگان می‌روند در پرو می‌میرند
پرندگان می‌روند در پرو می‌میرند (به فرانسوی: Les oiseaux vont mourir au Pérou) فیلم درام از رومن گاری و محصول سال ۱۹۶۸ است. این فیلم بر اساس کتابی با همین عنوان ساخته شده‌است. کتاب «پرندگان می‌روند در پرو می‌میرند» را ابوالحسن نجفی به فارسی برگردانده‌است.